# Katastrofa lotu Bellview Airlines 210
Katastrofa lotu Bellview 210 – katastrofa lotnicza z udziałem samolotu nigeryjskiego przewoźnika Bellview Airlines miała miejsce 22 października 2005 roku, stanowi jedną z pięciu najtragiczniejszych katastrof w historii Nigerii. Zginęli wszyscy na pokładzie – 117 osób.

## Katastrofa
Katastrofa wydarzyła się o 20.40, pięć minut po starcie rejsu nr 210 z Portu Lotniczego Lagos-Murtala Muhammed, w stronę Abudży. Na pokładzie Boeinga 737-200 (nr rejestracyjny: 5N-BFN) znajdowało się 111 pasażerów i sześciu członków załogi. Wszyscy ponieśli śmierć w momencie kolizji z ziemią, w okolicach miejscowości Lisa, 30 km na północ od Lagos.

## Przyczyny
Śledztwo wciąż trwa. Rozpatrywane jest m.in. powiązanie tragedii z szalejącą w okolicy burzą. Ostatni komunikat z pokładu rejsu nr 210 nadano w trzy minuty po starcie - o 20.38 - czyli na dwie minuty przed upadkiem samolotu.